# 2004 T.Love Przystanek Woodstock
2004 T.Love Przystanek Woodstock płyta DVD, zawierająca zapis koncertu grupy T.Love na Przystanku Woodstock w 2004 roku.

## Spis utworów
1. "Jest super"
2. "Foto"
3. "Anty"
4. "Pozytyw"
5. "Potrzebję wczoraj"
6. "Ajrisz"
7. "IV Liceum"
8. "Wychowanie"
9. "Karuzela"
10. "Outsider"
11. "Ambicja"
12. "King"
13. "Warszawa"
14. "Pani z dołu"
15. "Stokrotka"
16. "Bóg"
17. "I love You"
18. "Nie, Nie, Nie"
19. "Autobusy i tramwaje"

### Bonusy
1. "Przystanek Woodstock 2002: Nabrani"
2. "Przystanek Woodstock 2002: Berlin – Paryż – Londyn"
3. "Przystanek Woodstock 2002: No woman no cry"
4. "Jarocin 1987: Ulice"
5. "Jarocin 1987: (Wolny jak) Taczanka na stepie"
6. "Jarocin 1987: Fank"
7. "Jarocin 1987: Gabinet"
8. "Jarocin 1987: Have You ever seen the rain"
9. "Jarocin 1987: Gwiazdka"
10. "Spodek 1988: Zabijanka"
11. "Spodek 1988: Idą żołnierze"
12. "Spodek 1988: Imitacja"
13. "Spodek 1988: My marzyciele"
14. "Teledysk: I love You (English version)"
15. "Teledysk: Polish boyfriend (English version)"
16. "Teledysk: Polish boyfriend"
17. "Teledysk: Luźny Yanek"
18. "Teledysk: I love You"
19. "Teledysk: Lekarze Dusz (Krzysztof Krawczyk + Muniek)"
20. "Teledysk: Do roboty (Zipera + Muniek)"
21. "Teledysk: I love You (fragment filmu Przystanek Woodstock – Najgłośniejszy Film Polski)"